# QML
QML (Qt Meta Language, Qt Modeling Language) – oparty na JavaScript deklaratywny język programowania służący do projektowania aplikacji silnie związanych z interfejsem graficznym. Jest częścią Qt Quick, komponencie Qt służącym do tworzenia interfejsów graficznych. QML jest używany głównie do tworzenia aplikacji mobilnych, w których płynny ruch (około 60 FPS) i interakcja z użytkownikiem są kluczowe.
Dokumenty QML opisują drzewo obiektów. Elementy QML (ang. QML Elements) dostarczane wraz z Qt są złożonym zestawem tworzenia bloków, grafiki (np. prostokątów, obrazów) i zachowań (np. stanu, przejścia, animacji). Te elementy mogą tworzyć kombinacje od prostych przycisków i suwaków aż do pełnych aplikacji z obsługą sieci.
Elementy QML mogą być rozszerzane za pomocą JavaScript umieszczonego bezpośrednio w kodzie lub pliku .js. Mogą też być płynnie włączane i rozszerzane za pomocą komponentów C++ przy użyciu Qt.

## Składnia QML

### Podstawowa składnia
```
import
 
QtQuick
 
1.0

 
Rectangle
 
{

     
id
:
 
canvas

     
width
:
 
200

     
height
:
 
200

     
color
:
 
"blue"

     
Image
 
{

         
id
:
 
logo

         
source
:
 
"pics/logo.png"

         
anchors
.
centerIn
:
 
parent

         
x
:
 
canvas
.
height
 
/
 
5

     
}

 
}

```

Obiekty są identyfikowane za pomocą typów, po których występują pary nawiasów, a obiekty zawsze muszą być pisane wielką literą. W powyższym przykładzie występują dwa obiekty: Rectangle i jego potomek Image. Pomiędzy nawiasami klamrowymi umieszcza się informacje o obiekcie i właściwości obiektu.
Właściwości obiektu są przypisywane jako właściwość: wartość. W powyższym przykładzie obiekt Image ma właściwość source o przypisanej wartości "pics/logo.png". Właściwości i wartości są oddzielone od siebie dwukropkiem.

### Identyfikatory (id)
Każdy obiekt może mieć nadaną niepowtarzalną etykietę zwaną identyfikatorem i oznaczaną przez „id”. Przypisanie identyfikatora umożliwia odnoszenie się do danego obiektu przez referencje do innych obiektów i skryptów. Pierwszy z niżej opisanych w QML prostokątów ma id „myRect”, a w drugim długość jest ustalana przez referencję do myRect.width, co oznacza, że będzie mieć taką samą długość jak wcześniej opisany prostokąt.
```
 
Item
 
{

     
Rectangle
 
{

         
id
:
 
myRect

         
width
:
 
100

         
height
:
 
100

     
}

     
Rectangle
 
{

         
width
:
 
myRect
.
width

         
height
:
 
200

     
}

 
}

```

Należy pamiętać o tym, że wartość parametru „id” musi zaczynać się małą literą lub znaki podkreślenia (_) i może zawierać wyłącznie litery, cyfry i znaki podkreślenia

### Właściwości zdefiniowane przez referencję
Właściwości zdefiniowane przez referencję określają wartości właściwości w sposób deklaratywny. Wartości właściwości zdefiniowanych przez referencje są zmieniane wtedy, kiedy inne właściwości lub wartości danych zmieniają się.
Tworzone są wtedy, kiedy właściwości to przypisane instrukcje JavaScript. Poniższy przykład używa dwóch referencji do powiązania rozmiaru prostokąta z rozmiarem otherItem.
```
 
Rectangle
 
{

     
width
:
 
otherItem
.
width

     
height
:
 
otherItem
.
height

 
}

```

QML rozszerza standardowy interpreter JavaScript, dlatego każda instrukcja JavaScript może zostać użyta jako właściwość definiowana przez referencję. Mają one dostęp do właściwości obiektów, wywoływania funkcji oraz używania wbudowanych obiektów JavaScript, takich jak Date i Math.
Przykład:
```
 
Rectangle
 
{

     
function
 
calculateMyHeight
()
 
{

         
return
 
Math
.
max
(
otherItem
.
height
,
 
thirdItem
.
height
);

     
}

     
anchors
.
centerIn
:
 
parent

     
width
:
 
Math
.
min
(
otherItem
.
width
,
 
10
)

     
height
:
 
calculateMyHeight
()

     
color
:
 
{
 
if
 
(
width
 
>
 
10
)
 
"blue"
;
 
else
 
"red"
 
}

 
}

```

### Stany
Stany są mechanizmem łączenia zmian właściwości w jednostkę semantyczną, np. przycisk ma dwa stany: „wciśnięty” i „nie wciśnięty”, aplikacja książki adresowej może być dostępna „tylko do odczytu” lub „do edycji” wpisów. Każdy element ma swój własny stan podstawowy. Każdy inny stan jest opisywany przez listę właściwości i wartości tych elementów, które różnią się od stanu podstawowego.
Przykład:
W domyślnym stanie myRect jest na pozycji (0,0). W stanie „przeniesiony” (ang. moved) zostaje przeniesiony do punktu (50,50). Kliknięcie myszą wewnątrz obszaru MouseArea zmienia stan z domyślnego na „moved” i przenosi prostokąt.
```
 
import
 
QtQuick
 
1.0

 
Item
 
{

     
id
:
 
myItem

     
width
:
 
200
;
 
height
:
 
200

     
Rectangle
 
{

         
id
:
 
myRect

         
width
:
 
100
;
 
height
:
 
100

         
color
:
 
"red"

     
}

     
states
:
 
[

         
State
 
{

             
name
:
 
"moved"

             
PropertyChanges
 
{

                 
target
:
 
myRect

                 
x
:
 
50

                 
y
:
 
50

             
}

         
}

     
]

     
MouseArea
 
{

         
anchors
.
fill
:
 
parent

         
onClicked
:
 
myItem
.
state
 
=
 
'moved'

     
}

 
}

```

Zmiany stanów mogą być animowane z użyciem przejść (Transitions).
Na przykład dodanie tego fragmentu do powyższego elementu Item wykonuje animację przejścia do stanu „moved”.
```
 
transitions
:
 
[

     
Transition
 
{

         
NumberAnimation
 
{
 
properties
:
 
"x,y"
;
 
duration
:
 
500
 
}

     
}

  
]

```

### Animacja
Animacje w QML są wykonywane przez animowane właściwości obiektów. Można animować wszystkie właściwości typu real, int, color, rect, point, size, i vector3d.
QML wspiera trzy rodzaje animacji: zwykłą animację własności, przejścia, i zachowania właściwości.
Najprostszą formą animacji jest PropertyAnimation, która pozwala na animację wszystkich wyżej wymienionych typów właściwości.
Animacja właściwości może być określona jako wartość źródłowa przy użyciu Animation w składni właściwości, co jest przydatne w programowaniu powtarzających się animacji.
Następujący przykład opisuje efekt odbijania się:
```
 
Rectangle
 
{

     
id
:
 
rect

     
width
:
 
120
;
 
height
:
 
200

     
Image
 
{

         
id
:
 
img

         
source
:
 
"pics/qt.png"

         
x
:
 
60
 
-
 
img
.
width
/
2

         
y
:
 
0

         
SequentialAnimation
 
on
 
y
 
{

             
loops
:
 
Animation
.
Infinite

             
NumberAnimation
 
{
 
to
:
 
200
 
-
 
img
.
height
;
 
easing
.
type
:
 
Easing
.
OutBounce
;
 
duration
:
 
2000
 
}

             
PauseAnimation
 
{
 
duration
:
 
1000
 
}

             
NumberAnimation
 
{
 
to
:
 
0
;
 
easing
.
type
:
 
Easing
.
OutQuad
;
 
duration
:
 
1000
 
}

         
}

     
}

 
}

```

## Integracja QML z Qt i C++
Programowanie w QML nie wymaga wcześniejszej znajomości Qt i C++, ale może być rozszerzone dzięki Qt.

### Podobne założenia
QML udostępnia bezpośredni dostęp do następujących metod Qt
- QAction – typ akcji
- QObject signals and slots – dostępne jako funkcje wywoływane przez JavaScript
- QObject properties – dostępne jako zmienne w JavaScript
- QWidget – QDeclarativeView to widżet wyświetlający QML
- Q*Model – używany bezpośrednio w referencjach do danych, np. QAbstractItemModel

### Przechwytywanie sygnałów Qt
Przechwytywanie sygnałów Qt pozwala na wykonanie akcji w odpowiedzi na zdefiniowane zdarzenia, na przykład element MouseArea może przechwytywać kliknięcie myszy, zwolnienie i wciśnięcie przycisku myszy:
```
 
MouseArea
 
{

     
onPressed
:
 
console
.
log
(
"mouse button pressed"
)

 
}

```

Wszystkie widżety odpowiedzialne za przechwytywanie sygnałów mają nazwę rozpoczynającą się na „on”.

## Narzędzia programistyczne
Z powodu dużego podobieństwa QML i JavaScriptu niemal wszystkie edytory wspierające JavaScript spełniają swoje zadanie, jednakże pełne wsparcie obejmujące kolorowanie składni, uzupełnianie kodu, dokumentację oraz podgląd programu jest zawarte w IDE Qt Creator 2.1.